# Jack Singleton
Pour les articles homonymes, voir Singleton.
Pas d'image ? Cliquez ici

a Compétitions nationales et continentales officielles uniquement.

b Matchs officiels uniquement.
Dernière mise à jour le 3 décembre 2023.
Jack Singleton, né le 14 mai 1996 à Dacorum (Angleterre), est un joueur international anglais de rugby à XV. Il évolue au poste de talonneur au sein du RC Toulon en Top 14 en prêt du club anglais de Gloucester Rugby

## Carrière

### En club
Jack Singleton fait ses débuts professionnels avec Nottingham, en prêt des Worcester Warriors, en Championnat d'Angleterre de 2e division 2015-2016.
Ses débuts en Premiership avec les Worcester Warriors ont lieu contre les Northampton Saints en novembre 2016. Les bonnes performances de Singleton l'ont amené à remporter le titre de « Young Player of the Season » (Jeune joueur de la saison) de son club à la fin de la saison 2016-2017.
En fin de saison 2018-2019, il est annoncé qu'il signe pour les Saracens pour la saison prochaine, club dont il avait fréquenté le centre de formation jusqu'en 2014, et pour un contrat de trois ans.
En mars 2020, il est prêté au club de Gloucester Rugby pour la suite de la saison, ainsi que pour l'exercice suivant, à la suite de la relégation administrative des Sarries en seconde division. Finalement en décembre 2020, il signe un nouveau contrat le faisant rester de manière permanente pour Gloucester.
Fin novembre 2023, il est annoncé qu'il rejoint le RC Toulon en tant que joker médical en prêt de Gloucester pour le reste de la saison. Peu de temps après son arrivée, il est aligné en tant que remplaçant pour son premier match de Top 14 face à la Section paloise.

### En équipe nationale
Jack Singleton est sélectionné par l'équipe d'Angleterre des moins de 20 ans en 2016 et remporte le Championnat du monde junior cette année-là.
Après son titre de Young Player of the Season chez les Worcester Warriors, il attire l'œil du sélectionneur anglais qui le convoque, il fait ses débuts avec l'Angleterre contre les Barbarians en mai 2017 dans un match non officiel.
En juin 2018, il est convoqué avec l'équipe d'Angleterre après le premier test match de la tournée en Afrique du Sud face aux Springboks. Durant cette dernière, il est aligné deux fois sur le banc des remplaçants mais n'entre pas en jeu et ne connaît donc pas sa première sélection.
En juillet 2019, il est sélectionné en équipe nationale pour préparer la Coupe du monde 2019. Le mois suivant, il connaît sa première cape internationale face au pays de Galles, puis il fait ensuite partie du groupe final des joueurs sélectionnés pour le Mondial.

## Palmarès

### En équipe nationale
- Angleterre -20
  - Vainqueur du Championnat du monde junior en 2016.

- Angleterre
  - Finaliste de la Coupe du monde en 2019